# Efteløts kyrka
Efteløts kyrka är en kyrka i Sommerstad i Kongsbergs kommun i Buskerud fylke i Norge. Den är en stenkyrka i romansk stil, byggd omkring 1183, och påbyggd 1876 (torn och sakristia). Kyrkan restaurerades 1954.
I kyrkan finns gamla inventarier från Komnes stavkyrka, kalkmålningar från 1647 och ett altarbord av sten med relikgömma i vapenhuset. 49 gravhögar finns registrerade på prästgården.
Predikstolen med tre bildfält är ett renässansarbete. Altartavlan är daterad till 1790.